# Vizcondado de Muruzábal
El vizcondado de Muruzábal es un título nobiliario español  creado por el rey Carlos III de Navarra, el 19 de abril de 1407, a favor del infante Leonel de Navarra, señor de Muruzábal, hijo del rey Carlos II de Navarra.

## Contexto histórico
La denominación del título se refiere a la villa y municipio de Muruzábal en la merindad de Pamplona, Comunidad Foral de Navarra. En el mismo documento señala a Muruzábal de Andión, por un lado, y Muru [de Arterreta], por otro, como los límites, incluyendo los lugares de Valdizarbe: Sarría, Murubarren, Aos, Iriberri, Sotés, Villoria, Ecoyen, Gomacín, Barásoain, Gaycca, Legarda, Ollandáin, Uterga, Churía, Auriz, Obanos, Muruzábal, Adiós, Larráin, Aquitorráin, Hae, Elordi, Ormonáin, Enériz, Añorbe, Tirapu, Úcar, Olcoz y Biurrun. El primer vizconde recibirá además, según indicaba este documento fundacional, las pechas, tributos y rentas del Valdizarbe y de Muru de Artederreta (Muruarte de Reta), Obanos, Muruzábal, Ollandiáin, Uterga, Gomacín y Añorbe, así como la jurisdicción civil y criminal del Valdizarbe y de Muruzábal.
En el libro de Comptos Reales de 1407, conservado en el Archivo Real y General de Navarra (tomo 294, folios 115-ss), se recogen unas ordenanzas que demuestran el aprecio fraternal de Carlos III hacia Leonel al mismo tiempo que reflejan la confianza depositada en su administración dada la gran autonomía expresada en tal normativa. Aún sin llegar a constituir «un caso único en la historia del Derecho Medieval», representan un aspecto novedoso en su momento y en este espacio territorial.

## Vizcondes de Muruzábal

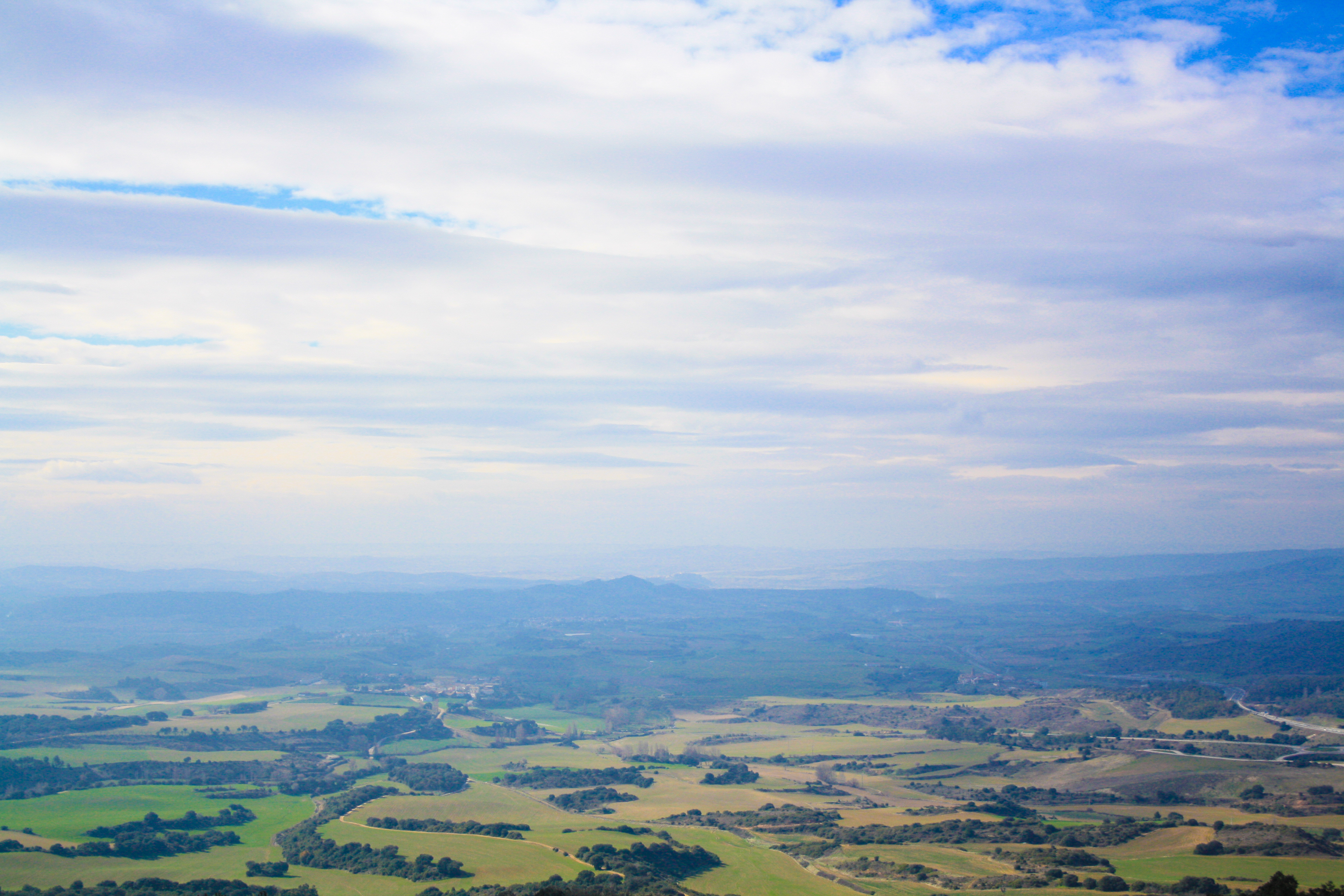
Valdizarbe

|       | Titular                                               | Periodo             |
| ----- | ----------------------------------------------------- | ------------------- |
| I     | Leonel de Navarra                                     | 1407-1413           |
| II    | Felipe de Navarra                                     | 1413-1450           |
| III   | Pedro de Navarra y Peralta                            | 1450-1471           |
| IV    | Felipe de Navarra y Lacarra                           | 1471-1479           |
| V     | Pedro de Navarra y Lacarra                            | 1479-1522           |
| VI    | Pedro de Navarra y de la Cueva                        | 1522-1556           |
| VII   | Jerónima de Navarra y Enríquez de Lacarra             | 1556-¿?             |
| VIII  | Ana de Navarra Benavides Manrique Enríquez de Navarra | ¿?-1579             |
| IX    | Miguel de Navarra Mauleón y Añués                     | ¿?-¿?               |
| X     | Enrique de Navarra Mauleón y Goñi                     | ¿?-c. 1632          |
| XI    | Miguel Añués Mauleón de Navarra Añués y Castejón      | ¿?-¿?               |
| XII   | Juan Manuel Añués Mauleón de Navarra y Avellaneda     | ¿? -1701            |
| XIII  | María Isabel Aznárez de Sada y de Garro               | ¿?-1764             |
| XIV   | Ignacio de Loyola de Idiáquez y Aznárez de Sada-Garro | 1764 -1769          |
| XV    | Francisco de Borja de Idiáquez y Palafox              | 1769-1818           |
| XVI   | Francisco Javier de Idiáquez y Carvajal               | 1818-1848           |
| XVII  | Francisco Javier Aragón-Azlor e Idiáquez              | 1848-1919           |
| XVIII | José Antonio Azlor de Aragón y Hurtado de Zaldívar    | 1919-1960           |
| XIX   | María del Pilar Azlor de Aragón y Guillamas           | 1962-1996           |
| XX    | Álvaro Urzáiz y Azlor de Aragón                       | 1997-actual titular |

## Historia de los vizcondes de Muruzábal
- Leonel de Navarra,  (c. 1376-Úcar, 5 de abril de 1413), I vizconde de Muruzábal.[6]

Con María Juan, tuvo un hijo ilegítimo que le sucedió en el título.
- Felipe de Navarra (m. Estella, 1450), II vizconde de Muruzábal y de Val de Ilzarbe, mariscal de Navarra y primero de su casa.[8]

Casó con Juana de Peralta, hija de Pierres de Peralta, señor de Andosilla y ricohombre de Navarra, y de Juana de Ezpelata, casados en 1406.  Sucedió su hijo:
- Pedro de Navarra y Peralta (m. 3 de diciembre de 1471), III vizconde de Muruzábal y mariscal de Navarra.[10]

Casó con Inés Enríquez de Lacarra, hija del señor de Ablitas y descendiente de la casa real de Navarra. Sucedió su hijo:
- Felipe de Navarra y Enríquez de Lacarra (m. 1479), IV vizconde de Muruzábal y mariscal de Navarra.[11] Fue asesinado por el conde de Lerín y sus hombres.[12]

Sin descendencia, le sucedió su hermano:
- Pedro de Navarra y Lacarra (m. 24 de noviembre de 1522),[13] V vizconde de Muruzábal, señor de Cortes, capitán general de los ejércitos del reino de Navarra y mariscal perpetuo de Navarra.[14]

Casó, en 1498, con Mayor de la Cueva y Mendoza, hija de Beltrán de la Cueva, I duque de Alburquerque, y de su primera esposa, Mencía Hurtado de Mendoza y Mendoza de Luna. Sucedió su hijo:
- Pedro de Navarra y de la Cueva (1499-Toledo, 22 de marzo de 1556)  VI vizconde de Muruzábal, I marqués de Cortes,[15] mariscal de Navarra, lugarteniente general del reino, gobernador de Galicia, corregidor de Córdoba y Toledo, caballero de la Orden de Santiago y presidente del Consejo de Órdenes.[16]

Casó, en 1526, con Ladrona Enríquez de Lacarra, hija de Juan Enríquez de Lacarra, VI señor de Ablitas, y de Isabel de Peralta señora de Murillo de las Lomas. De una relación fuera de matrimonio, con una sevillana llamada Beatriz Morales, tuvo un hijo llamado Pedro, que fue gobernador militar de Pamplona. Sucedió la única hija nacida de su matrimonio:
- Jerónima de Navarra y Enríquez de Lacarra, VII vizcondesa de Muruzábal y II marquesa de Cortes.[17]

Casó en primeras nupcias, en 1554, con Juan de Benavides (m. 1563), a quien el rey Felipe II, en 1556, confirmó como mariscal de Navarra y pasó a llamarse Juan de Navarra y Benavides. Casó en segundas nupcias en 1565, con Martín Fernández de Córdoba, hijo del conde de Alcaudete. Sucedió su hija del primer matrimonio:
- Ana de Navarra Benavides Manrique Enríquez de Navarra (m. Madrid, 1579[18]), VIII vizcondesa de Muruzábal y III marquesa de Cortes.[18][17]

Sin descendencia, sucedió, después de un pleito de tenuta:

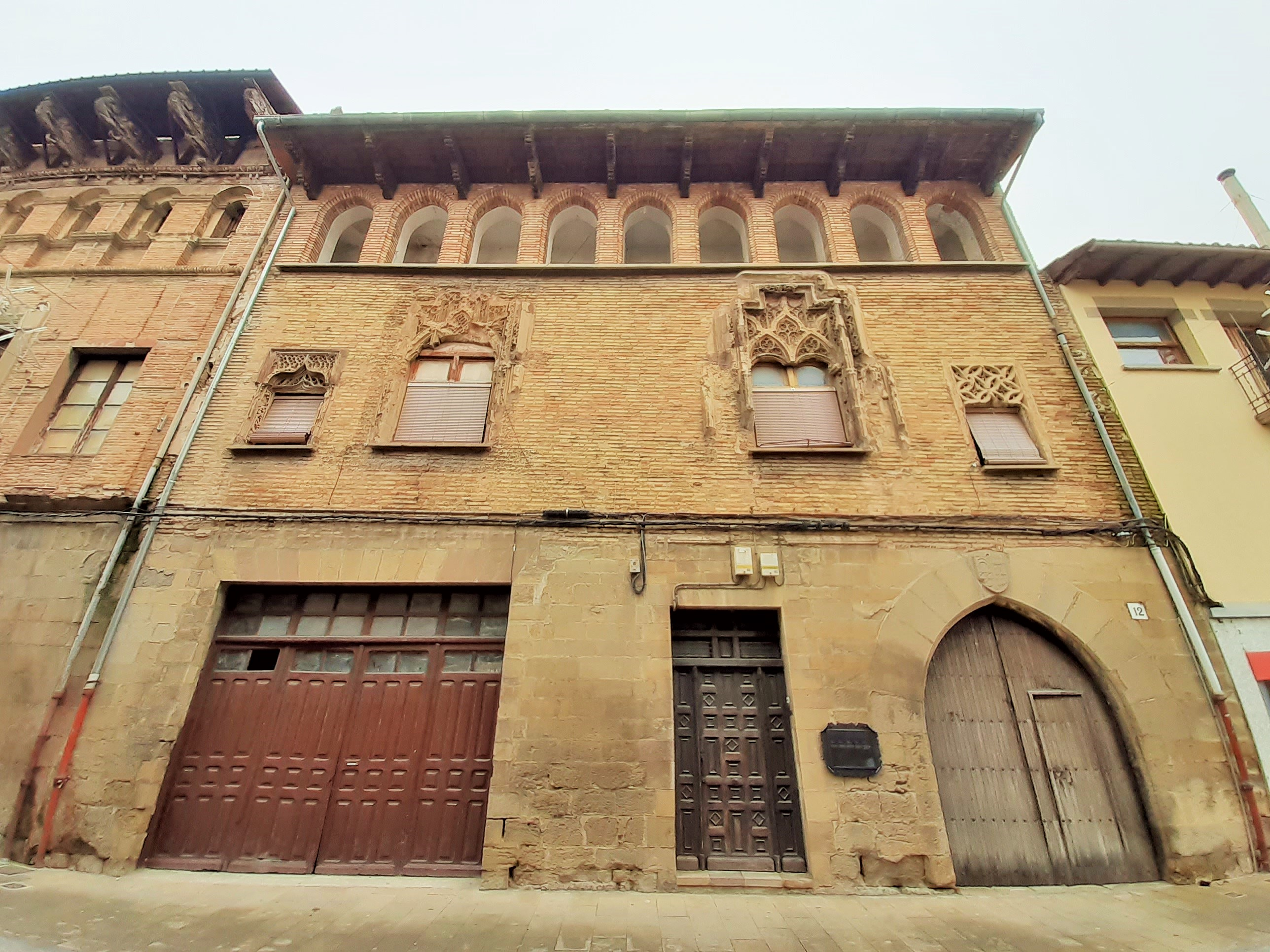
Palacio de Añués en Sangüesa

- Miguel de Navarra Mauleón y Añués (n. 1538), IX vizconde de Muruzábal, IV marqués de Cortes,[20] III señor de Belver, señor de Rada y Traibuenas y caballero de la Orden de Santiago.[20] Otorgó testamento en Sangüesa, el 3 de octubre de 1606.[19] Era hijo de Miguel de Añués y Cruzat, II señor de Belver, y de Juana de Mauleón y Navarra.[19]

Casó con María Magdalena de Goñi, hija de Miguel de Goñi y Peralta. Sucedió su hijo:
- Enrique de Navarra Mauleón y Goñi (Sangüesa, 23 de diciembre de 1575-c. 1632), X vizconde de Muruzábal, V marqués de Cortes,[21] señor de Rada, Traibuenas, Belver, etc.[21] Testó en Pamplona el 5 de enero de 1632.[22]

Casó, en 1603, en primeras nupcias con María de Castejón y Andrade, hija de Martín de Castejón y de Mariana de Andrade, señores de Belamazán. Contrajo un segundo matrimonio con Gregoria de Camargo, con descendencia. Sucedió su hijo del primer matrimonio:
- Miguel Añués Mauleón de Navarra Añués y Castejón,  XI vizconde de Muruzábal, VI marqués de Cortes[24] y mariscal perpetuo de Navarra.[24]

Casó con Juana de Avellaneda Delgadillo y Enríquez de Portocarrero, hija de Juan de Avellaneda Delgadillo Vela y Leiva y de Inés Enríquez López de Portocarrero, esta última, hija de Pedro López de Portocarrero y Cerbatón, I marqués de la Alameda, y de su esposa, Francisca de Guzmán y Fajardo. Le sucedió su hijo:
- Juan Manuel Añués Mauleón de Navarra y Avellaneda (Pamplona, 1635-1701[18]), XII vizconde de Muruzábal, VII marqués de Cortes, mariscal perpetuo de Navarra, señor de Alcozar, Rada y Traibuenas y caballero de la Orden de Calatrava.[25] Después de enviudar y sucediendo a su hijo, sucedió como V conde de Castrillo, con grandeza de España, por real cédula de 3 de octubre de 1690 del rey Felipe IV.[26]

Casó en primeras nupcias con su prima hermana, María Juana de Avellaneda y Haro, III condesa de Castrillo, hija de García de Avellaneda y Haro y de su primera esposa y prima, María de Avellaneda Delgadillo y Enríquez de Portocarrero, II condesa de Castrillo. Contrajo un segundo matrimonio con Sebastiana Nabárquez y Armendáriz, sin descendencia de este último matrimonio. De su primer matrimonio nació solamente un hijo, Manuel de Mauleón Haro y Avellaneda, que falleció antes que su padre y que fue el IV conde de Castrillo. Sucedió una descendiente de Leonor de Añués y Goñi, hija del IV marqués de Cortes.
- María Isabel Aznárez de Sada y de Garro (19 de febrero de 1692-10 de enero de 1764),[28] XIII vizcondesa de Muruzábal, VIII marquesa de Cortes,[27] vizcondesa de Zolina, condesa de Javier, mariscala de Navarra y señora de Idocín y otros lugares.[27]

Casó, en 1708, con Antonio de Idiáquez Garnica, II duque de Granada de Ega, grande de España. Sucedió su hijo:
- Ignacio de Loyola de Idiáquez y Aznárez de Sada-Garro (m. 1769), XIV vizconde de Muruzábal, IX marqués de Cortes,[29][30] III duque de Granada de Ega, grande de España, VII marqués de Valdetorres, VI conde de Javier, XIII vizconde de Zolina, mariscal de Navarra, teniente general de los reales ejércitos, gentilhombre de cámara con ejercicio del rey y caballero de la Orden de San Jenaro.[30]

Casó con María Josefa Rebolledo Palafox y Bermúdez de Castro, hija de Bernabé Rebolledo de Palafox, marqués de Lazán, y de Ana Jerónima Bermúdez de Castro. Sucedió su hijo:
- Francisco de Borja Idiáquez y Palafox (Estella, 1755-1818), XV vizconde de Muruzábal, X marqués de Cortes,[30] IV duque de Granada de Ega, grande de España, VIII marqués de Valdetorres, VII conde de Javier, XIV vizconde de Zolina, mariscal de Navarra, coronel del ejército, teniente general de los reales ejércitos, caballero de la Orden de Carlos III y gentilhombre de cámara con ejercicio.[30]

Casó, el 28 de septiembre de 1774, con María Agustina de Carvajal y Lancaster. Sucedió su hijo:
- Francisco Javier de Idiáquez y Carvajal (Madrid, 17 de agosto de 1778-Bayona, 20 de octubre de 1848),  XVI vizconde de Muruzábal,[30] XI marqués de Cortes, V duque de Granada de Ega, grande de España, IX marqués de Valdetorres, VIII conde de Javier, XV vizconde de Zolina y mariscal de Navarra.[30]

Casó con María del Pilar Antonia del Corral y Azlor. Sucedió su nieto, hijo de su hija María de la Concepción de Idiáquez del Corral (1818-1845), XVI vizcondesa de Zolina, y de su esposo, José Antonio Azlor de Aragón y Fernández de Córdoba, XI conde del Real, grande de España.:
- Francisco Javier Aragón-Azlor e Idiáquez (1842-1919), XVII vizconde de Muruzábal,[33] XII marqués de Cortes, IX conde de Guara,[33] XVI duque de Villahermosa,[34] VI duque de Granada de Ega, dos veces grande de España, VII marqués de Valdetorres, IX conde de Javier, XVII vizconde de Zolina, XIII conde de Luna, XX vizconde de Villanova, y XX vizconde de Chelva.

Casó, el 12 de octubre de 1871, en Azcoitia, con Isabel María Hurtado de Zaldívar y Heredia, hija de José Manuel Hurtado de Zaldívar y Fernández de Villavicencio, IV conde de Zaldívar, vizconde de Portocarrero y IV marqués de Villavieja. Le sucedió su hijo:
- José Antonio Azlor de Aragón y Hurtado de Zaldívar (Biarritz, 14 de enero de 1873-San Sebastián, 18 de julio de 1960), XVIII vizconde de Muruzábal,[35] XIII marqués de Cortes,[35] X marqués de Cábrega, XIV conde del Real,[36] XVII duque de Villahermosa,[34] VII duque de Granada de Ega, II duque de Luna, marqués de Narros, cinco veces grande de España, VIII marqués de Valdetorres, XIV conde de Luna, X conde de Javier, X conde de Guara, XVIII vizconde de Zolina y gentilhombre Grande de España con ejercicio y servidumbre del rey Alfonso XIII y senador.[35]

Casó, en 1906, con María Isabel Guillamas y Caro (1887-1967) XI marquesa de San Felices, VII condesa de Mollina y XI condesa de Villalcázar de Sirga. Le sucedió su hija:
- María del Pilar Azlor de Aragón y Guillamas(San Sebastián, 1 de octubre de 1908-Javier, 7 de agosto de 1996), XIX vizcondesa de Muruzábal,[37]  XIV marquesa de Cortes,[38] XI marquesa de Cábrega,[39][37]  XV condesa del Real,[36] XVIII duquesa de Villahermosa,[34] III duquesa de Luna, IX duquesa de Palata,[40] cuatro veces grande de España, IX marquesa de Valdetorres, XV condesa de Luna, XI condesa de Javier, XI condesa de Guara y XIX vizcondesa de Zolina.[37]

Casó con Mariano de Urzáiz Silva Salazar y Carvajal, XII conde del Puerto. Le sucedió su hijo:
- Álvaro Urzáiz y Azlor de Aragón (n. Pedrola, 14 de junio de 1937), XX vizconde de Muruzábal,[37] XV marqués de Cortes,[37] XII marqués de Cábrega,[41][42] XIX duque de Villahermosa, X marqués de Narros, dos veces grande de España, XVI conde de Luna, XII conde de Guara, XIII conde del Puerto, XIII conde de Javier, XXI vizconde de Zolina y maestrante de Zaragoza.[37]